# WR 102
WR 102 (auch: Sand 4) ist ein Wolf-Rayet-Stern im Sternbild Schütze der sehr seltenen Spektralklasse WO. Seine Oberfläche hat eine extrem hohe Temperatur von rund 200.000 Kelvin und er steht in seiner Entwicklung kurz vor seinem Ende als Supernova.
Der Stern ist von einem Nebel mit der Bezeichnung G2.4+1.4 umgeben.

## Eigenschaften
WR 102 ist mit der Spektralklasse WO2 einer der wenigen Wolf-Rayet-Sterne der Sauerstoff-Sequenz, von denen in der Milchstraße nur vier und in anderen Galaxien weitere fünf bekannt sind. Zudem ist er mit einer Oberflächentemperatur von rund 200.000 Kelvin einer der heißesten bekannten Sterne. Ein Modell der Atmosphäre deutet auf eine Leuchtkraft von 282.000 L☉, während Abschätzungen aus Helligkeit und Entfernung für 500.000 L☉ sprechen, wobei aber die Entfernungsschätzung mit großer Unsicherheit behaftet ist. Trotz seiner rund 20 Sonnenmassen hat der Stern etwa den halben Durchmesser der Sonne. Er verliert durch starke Sonnenwinde mit einer Geschwindigkeit von 5000 Kilometern pro Sekunde etwa 10−5 M☉/Jahr, mehr als das Hundertmillionenfache der Sonne.
Verschiedene Methoden der Entfernungsbestimmung führen zu weit auseinanderliegenden Ergebnissen. Photometrische Analysen liefern 4,9 kpc und 5,56 kpc.
Untersuchungen des den Stern umgebenden Nebels deuten auf eine Entfernung von 3 kpc hin; gleiche Werte ergaben Parallaxenmessungen durch die Raumsonde Gaia.

### Nebel G2.4+1.4
Der Nebel G2.4+1.4 wurde anfänglich für einen Supernovaüberrest oder eine durch den Sonnenwind von WR 102 erzeugte Blase gehalten, bevor weitere Untersuchungen zeigten, dass die Blase durch Photoionisation entstanden ist. Die Struktur kann durch eine numerische Simulation der Photoionisation nachvollzogen werden. Alternativ kann auch eine abgestoßene Sternhülle strukturelle und spektrale Eigenschaften des Nebels erklären.

## Entwicklungsstadium
Der Stern WR 102 hatte bei seiner Entstehung vermutlich eine Masse von 40–60 M☉ und befindet sich nun in seinem letzten Evolutionsstadium, bevor er als Supernova explodiert, was Schätzungen zufolge in 1500 Jahren der Fall sein könnte. In diesem Stadium ist das Heliumbrennen des Kerns bereits abgeschlossen, der Anteil von Sauerstoff an der Oberfläche liegt vor Helium und unter dem von Kohlenstoff, und die Oberfläche weist eine extrem hohe Temperatur auf. Falls WR 102 schnell rotiert, kann aufgrund seiner Masse bei der Supernova ein Gammablitz entstehen.